# ジーメンス・ウント・ハルスケ

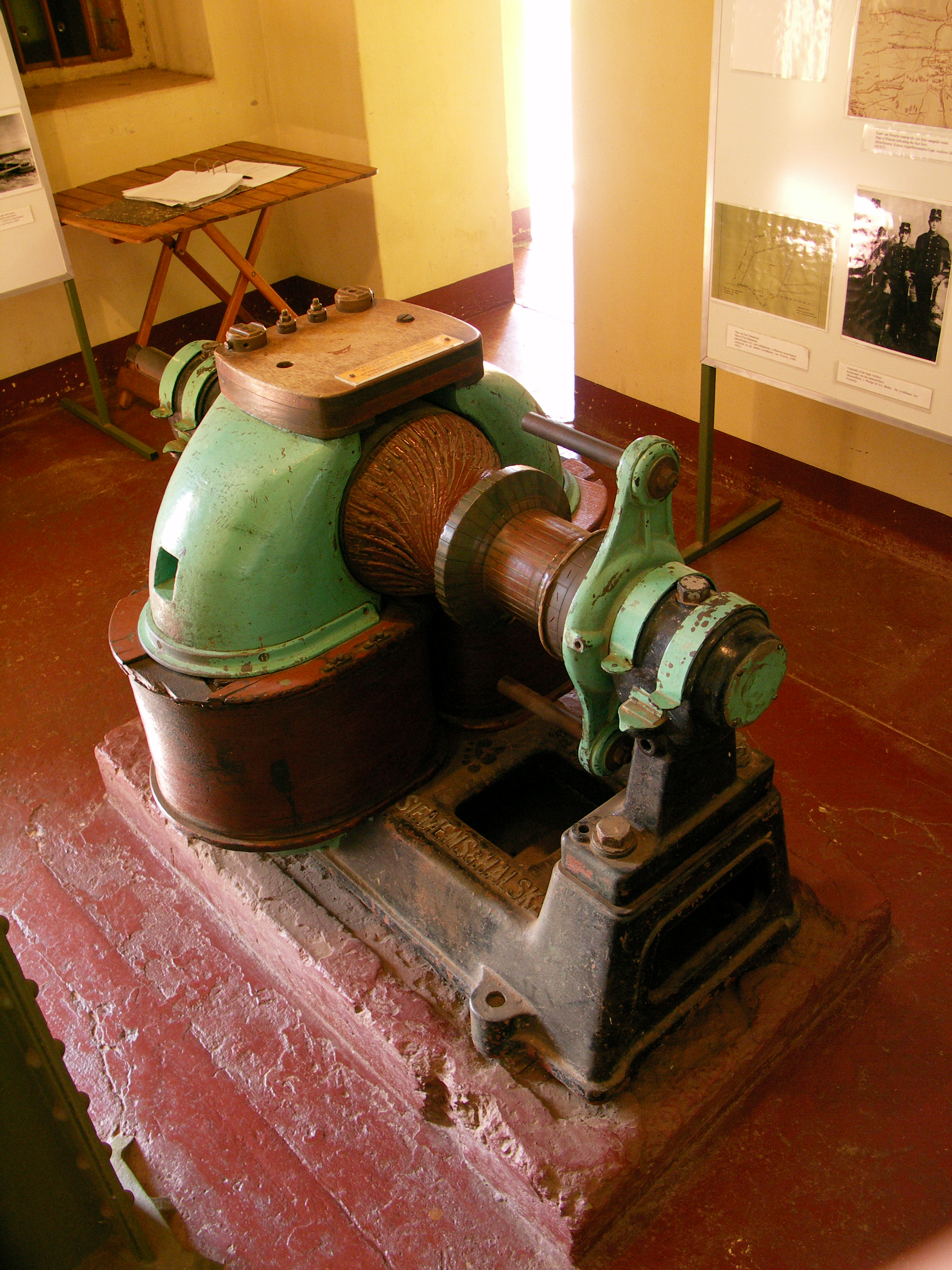
Siemens & Halske LH8 発電機

ジーメンス・ウント・ハルスケ(Siemens & Halske AG) （またはジーメンス-ハルスケ）はかつて存在したドイツの電気技術会社で、後にシーメンスの一部門となる。
1847年、ジーメンス・ウント・ハルスケは正式社名Telegraphen-Bauanstalt Siemens & Halske株式会社として設立された。ジーメンス・ウント・ハルスケの一部門は1903年Schuckert & Co.に買収されジーメンス-シュッケルトになった。ジーメンス・ウント・ハルスケAGは通信技術に特化した。
第一次世界大戦時においてジーメンス-ハルスケ Sh.IやSh.IIIのような航空用ロータリーエンジンをジーメンス＝ハルスケのブランドで生産した。
後にシーメンスはいくつかの子会社を設立し、ジーメンス・ウント・ハルスケAGは持ち株会社として機能した。

## 関連
- シーメンス
- ジーメンス-シュケルト